# Sprachführer

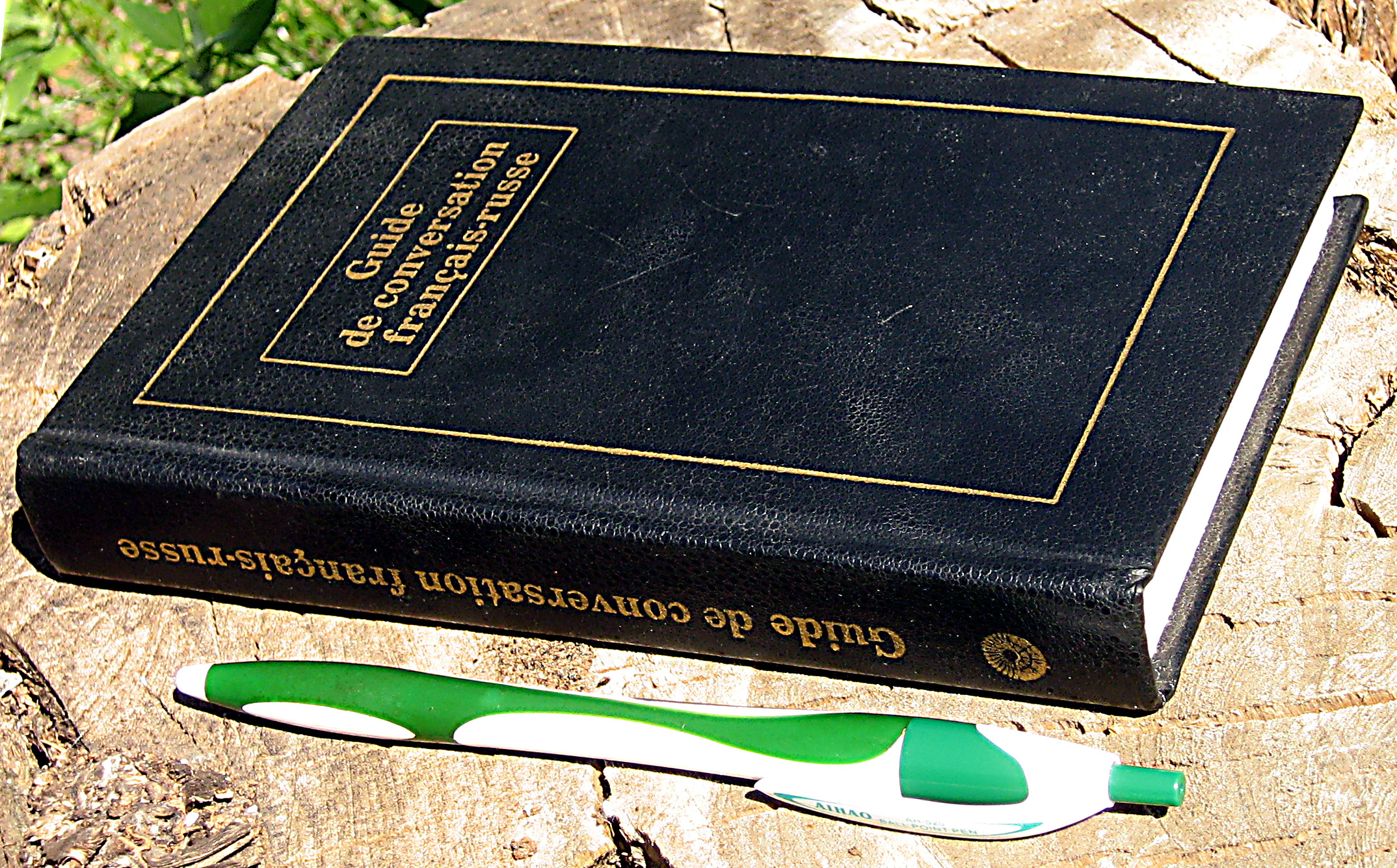
Sprachführer

Ein Sprachführer (oder Gesprächsbuch) ist ein zweisprachiges Handbuch mit Vokabeln und geläufigen Redewendungen sowie deren Übersetzung, das vor allem Touristen bei Reisen in fremdsprachige Länder helfen soll, sich zu verständigen und einfache Alltagsgespräche zu führen.

## Aufbau
Zumeist nach thematischen Gesichtspunkten in einzelne Kapitel wie Zwischenmenschliches, Essen und Trinken, Beim Arzt, Einkaufen etc. organisiert, enthält ein Sprachführer neben leichten Aussprachehilfen darüber hinaus oft hilfreiches Hintergrundwissen zu Kultur und Gepflogenheiten des Reiselandes, sowie ein typischerweise 1000–2000 Wörter umfassendes Reisewörterbuch, von der eigenen in die Fremdsprache. Auch eine prägnante Kurzgrammatik und ein Sachregister zum schnellen Auffinden einer gesuchten Gesprächssituation findet sich häufig. Generell zeichnet sich ein Sprachführer durch eine hohe Übersichtlichkeit und praktikable, zuweilen farblich unterstützte Strukturierung aus, mit der Zielsetzung, möglichst schnell und einfach eine zweckorientierte, wenn auch rudimentäre Kommunikation für den der Sprache nicht (oder nur unzureichend) mächtigen Reisenden zu ermöglichen. Gerade zu diesem Zweck finden sich zu typischen Fragen vereinzelt auch verschiedene Antwortmöglichkeiten in der Sprache des Reiselandes mit Übersetzung abgedruckt, mittels welcher Einheimische sich durch Lesen und Daraufdeuten in gewissem Maße mitteilen können. Ergänzendes Audiomaterial soll oft Aussprache- und Verständniskompetenz fördern.

## Geschichte
Die althochdeutschen Kasseler Glossen (Anfang 9. Jahrhundert) und Pariser Gespräche (10. Jahrhundert, auch Altdeutsche Gespräche genannt) werden in der Forschung oft als eine Art frühe deutsch-romanische Sprachführer gedeutet, da sie alltägliche Redewendungen mit umgangs- und sprechsprachlichen Merkmalen wie Wortverschleifungen oder Ellipsen und sogar Beschimpfungen auflisten.

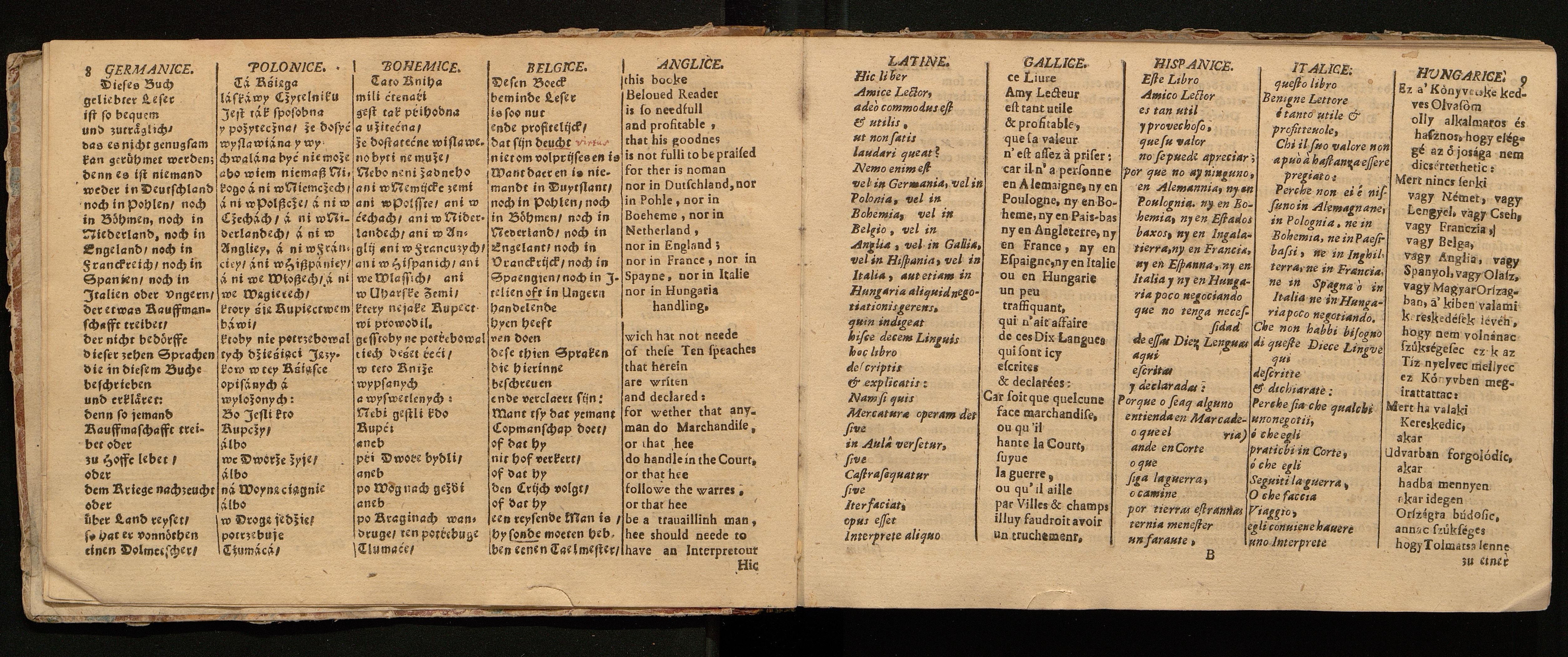
Ein 10-sprachiger Berlaimont: Gazophylacium decem linguarum Europaeum, Košice 1691

Der wohl erfolgreichste Sprachführer aller Zeiten ist das Werk Colloquia et dictionariolum des Antwerpener Französischlehrers Noël de Berlaimont (auch van Barlemont o. ä.). Vermutlich in den 1520er Jahren als französisch-niederländisches Lehrbuch entstanden, wurde dieser Text im Verlauf von über 3½ Jahrhunderten (bis 1885) über 150-mal in bis zu zehnsprachigen Ausgaben nachgedruckt und darüber hinaus handschriftlich in Sprachen wie Russisch, Ruthenisch, Kirchenslawisch oder Malaiisch übersetzt. Durch eine Vermischung der Namensvariante Barlamont mit der Wurzel von frz. parler und ital. parlare wurde Parlament zu einem Synonym für Sprachführer (vgl. z. B. die Berlaimont-Sprachführer dieses Titels oder den unten angegebenen Sprachführer von Matthias Kramer).
Anders als heutige Sprachführer enthielten die meisten frühneuzeitlichen Sprachführer nicht nur einzelne Sätze zu bestimmten Themen, sondern jeweils ganze Gespräche in verschiedenen Situationen.
Weitere historische Beispiele für Sprachführer sind:
- ein ca. 1483 von William Caxton gedrucktes französisch-englisches Gesprächsbuch[4]

- der katalanisch-deutsche Sprachführer Vocabolari molt profitos per apendre Lo Catalan Alamany y Lo Alamany Catalan von 1502
- ein griechisch-lateinischer Sprachführer von Johann von Possel: Oikein Dialogn Biblion Ellnisti kai romaisti Familiarium Colloquiorum Libellus Graece Et Latine: auctus & recognitus Accessit & utilis Dialogus de ratione studiorum recte instituenda. Item Oratio de ratione discendae ac docendae linguae Latinae & Graecae Wittenberg 1601 (vgl. VD 17)

- ein deutsch-tschechischer Sprachführer von Ondej Klatowsky: Knika w Ceském a Nmeckém Gazyku sloená kterakby Cech Nmecky, a Nmec Cesky isti, psáti, y muwiti, viti se ml Ein Büchlein in Behmischer und Deutscher Sprach wie ein Behem Deutsch deßgleichen ein Deutscher Behemisch lesen/ schreiben und reden lernen sol Prag, Druckerei Weleslawin 1603 (vgl. VD 17)
- ein lateinisch-französisch-deutscher Sprachführer: Colloquia Familiaria Et Quotidiana Linguae Gallicae cupidis utilia & summè necessaria Colloques Familiers Fort Utiles Et Necessaires à ceux qui desirent apprendre la langue Françoise Gemeine tägliche Gespräch Denen so die Französische Sprach begeren zu lernen sehr Nutzlich und Nohtwendig Straßburg Ledertz 1603 (vgl. VD 17)

- das 1607 handschriftlich verfasste niederdeutsch-russische Gesprächsbuch von Tönnies Fonne

- der 1643 in London gedruckte Narragansett-Sprachführer A Key into the Language of America von Roger Williams(online auf archive.org)

- der italienisch-deutsche Sprachführer Das neue, so genannte Parlament von Matthias Kramer, Nürnberg 1716 (Band 1, Band 2)

## Bekannte moderne Sprachführer-Reihen
- Kauderwelsch-Sprachführer der Verlagsgruppe Reise Know-How

- Langenscheidt-Sprachführer

- Lonely Planet (kombinierte Reise- und Sprachführer)

- Pons-Sprachführer

## Trivia
Die englische Komikergruppe Monty Python hatte einen Sprachführer mit falschen Übersetzungen in zwei Sketchen ihrer Comedy-Show Monty Python’s Flying Circus (Folge 25, 1970) zum Thema.